# Поддубное (Низовское сельское поселение)
Поддубное — посёлок в Гурьевском городском округе Калининградской области. До 2014 года входило в Низовское сельское поселение.

## История
В 1910 году в Фюрштенвальде проживало 87 человек.
В 1946 году Фюрштенвальде был переименован в поселок Поддубное.

## Население
| 2002 | 2010 |
| ---- | ---- |
| 75   | ↘66  |